# Гравитационное экранирование
Гравитационное экранирование — термин, обозначающий гипотетический процесс экранирования объекта от воздействия гравитационного поля. Такие процессы, если бы они существовали, могли бы приводить к уменьшению веса объекта. Форма экранированной области была бы схожей с формой тени от гравитационного экрана. Например, форма экранированной области над диском была бы конической. Высота вершины конуса над диском зависела бы от расстояния экранирующего диска от массивного объекта. В настоящее время не существует экспериментальных подтверждений существования эффекта гравитационного экранирования. В физической теории гравитационное экранирование считается нарушением принципа эквивалентности и, таким образом, противоречит как теории Ньютона, так и Общей теории относительности.

## Проверки принципа эквивалентности
По состоянию на 2008 год, ни в одном эксперименте не получилось обнаружить подтверждений наличию эффекта экранирования. Количественную оценку эффекта экранирования Квирино Майорана предложил осуществлять с использованием коэффициента затухания h, который модифицирует формулу вычисления силы гравитационного притяжения, предложенную Ньютоном, следующим образом:
{\displaystyle F={\frac {GMm}{r^{2}}}e^{-h\int \rho (r)dr}}
Лучшие лабораторные измерения позволили установить верхнюю границу эффекта экранирования в 4,3×10−15 м²/кг. Другое недавнее исследование предложило нижнюю границу 0,6×10−15. Оценки, основанные на использовании наиболее точных данных о гравитационных аномалиях, полученные в течение солнечного затмения 1997 года, позволили установить новое ограничение на параметр экранирования: 6×10−19 м²/кг. Однако астрономические наблюдения требуют более строгих ограничений. Основываясь на наблюдениях Луны, известных к 1908 году, Анри Пуанкаре установил, что h не может превышать 10−18 м²/кг. Позже это ограничение было значительно усилено. Экхардт показал, что данные измерений расстояния до Луны дают верхнюю границу 10−22 м²/кг, а Уильямс и соавторы улучшили эту оценку до h = (3 ± 5)×10−22 м²/кг.
Следствием негативного результата экспериментов (которые находятся в хорошем соответствии с предсказаниями общей теории относительности) является то, что любая теория, которая предполагает наличие эффектов экранирования, например теория гравитации Лесажа, должна учитывать, что подобные эффекты имеют необнаружимо малый уровень.

## В произведениях искусства
- Космический летательный аппарат, основанный на принципе гравитационного экранирования, описан в научно-фантастическом романе Г. Уэллса "Первые люди на Луне".
- В романе-сказке Н.Носова Незнайка на Луне описанная там "искусственная невесомость" соответствует критериям гравитационного экранирования. Явление стало основой "прибора невесомости", благодаря которому была построена ракета для полета на Луну.
- В фантастической повести Е.С. Велтистова «Победители невозможного» описывается изобретённый школьником «антигравитационный коврик». Образец был утрачен после того, как схвативший устройство гусь случайно активировал его и был унесён в межзвёздное пространство.